# Basiliche in Germania
Elenco delle basiliche presenti in Germania, in ordine alfabetico delle  località:
- Altenstadt (Nuova Ulma):
  - Basilika St. Michael (Decreto del 09.10.1965)
- Altötting:
  - Basilica di Sant'Anna (Decreto del 08.07.1913)
- Amberg:
  - Basilika St. Martin (Decreto del 16.07.1980)
- Andernach:
  - Chiesa abbaziale di Santa Maria Laach (Decreto del 14.07.1926)
- Aschaffenburg:
  - Basilika SS. Peter und Alexander (Decreto del 17.01.1958)
- Augusta (Germania):
  - Basilica dei Santi Ulrico e Afra (Decreto del 26.05.1973)
- Bad Staffelstein:
  - Santuario dei Quattordici Santi (Decreto del 02.09.1897)
- Bamberga:
  - Duomo di Bamberga (Duomo dei Santi Pietro e Giorgio) (Decreto del 04.12.1923)
- Benediktbeuern:
  - Monastero di Benediktbeuern (Decreto del 19.05.1972)
- Berlino:
  - Basilica di San Giovanni (Decreto del 03.12.1906)
  - Cattedrale di Sant'Edvige (Decreto del 27.10.1927)
  - Basilica del Rosario (Decreto del 20.10.1950)
- Bingen am Rhein:
  - Basilica di San Martino (Bingen am Rhein) (Decreto del 12.03.1930)
- Bonn:
  - Duomo di Bonn (Basilica dei Santi Cassio e Fiorenzo) (Decreto del 14.01.1956)
- Boppard:
  - Basilika St. Severus (Decreto del 18.12.2014)
- Cloppenburg:
  - Basilika St. Maria Mutter der Sieben Schmerzen (Decreto del 14.04.1977)
- Coblenza:
  - Basilika St. Kastor (Decreto del 30.07.1991)
- Colonia (Germania):
  - Basilica di San Gereone (Decreto del 25.06.1920)
  - Basilika St. Ursula (Decreto del 25.06.1920)
  - Basilika St. Severin (Decreto del 09.03.1953)
  - Basilica di Santa Maria in Campidoglio (Decreto del 23.04.1965)
  - Basilika Sankt Aposteln            (Decreto del 18.09.1965)
  - Basilika St. Kunibert (Decreto del 16.01.1998)
- Costanza (Germania):
  - Cattedrale di Costanza (Decreto del 30.05.1955)
- Dillingen an der Donau:
  - Duomo di San Pietro (Decreto dell'11.10.1979)
- Dormagen-Knechtsteden:
  - Basilika SS. Andreas und Magdalena (Decreto del 25.07.1974)
- Duderstadt:
  - Basilika St. Cyriakus (Decreto del 17.06.2015)
- Düsseldorf:
  - Basilika St. Suitbertus (Decreto del 28.03.1967)
  - Basilika St. Lambertus (Decreto del 25.07.1974)
  - Basilika St. Margareta (Decreto del 14.09.1982)
- Ellwangen (Jagst):
  - Basilika St. Vitus (Decreto del 18.01.1964)
- Essen-Werden:
  - Abbazia di Werden (Decreto del 12.07.1993)
- Ettal:
  - Abbazia di Ettal (Decreto del 28.01.1920)
- Fritzlar:
  - Dom-Basilika St. Petri („St. Petri-Dom”) (Decreto del 14.02.2004)
- Gößweinstein:
  - Basilika Hll. Dreifaltigkeit (Decreto del 07.05.1948)
- Hannover:
  - Basilika St. Clemens (Decreto del 12.03.1998)
- Herrieden:
  - Stiftsbasilika St. Vitus und St. Deocar (Decreto del 31.05.2010)
- Hildesheim:
  - Basilika St. Godehard (Decreto del 07.12.1963)
- Ingolstadt:
  - Basilika Mariä Himmelfahrt   (Decreto del 01.06.1964)
- Kall- Steinfeld (Renania-Palatinato):
  - Basilika SS. Potentinus, Felicius und Simplicius (Decreto del 07.10.1960)
- Kempten (Allgäu):
  - Basilica di San Lorenzo (Kempten) (Decreto del 20.12.1969)
- Kevelaer:
  - Basilika St. Maria Trösterin der Betrübten (Decreto dell'11.04.1923)
- Kiedrich:
  - Basilika SS. Dionysius und Valentinus (Decreto del 25.05.2010)
- Landshut:
  - Collegiata di San Martino (Landshut) (Decreto del 03.12.2001)
- Lippetal:
  - Basilika St. Ida (Decreto del 05.06.2011)
- Marktleugast:
  - Basilika Mariä Heimsuchung (Decreto del 25.06.1993)
- Mönchengladbach:
  - Münster-Basilika St. Vitus (Decreto del 25.04.1973)
- Neuss:
  - Basilica di San Quirino (Neuss) (Decreto del 06.10.2009)
- Niddatal:
  - Basilika Mariä Empfängnis und SS. Peter und Paul (Decreto del 28.11.1928)
- Niederalteich:
  - Basilika St. Mauritius (Decreto dell'11.11.1931)
- Osterhofen:
  - Basilika St. Margareta (Decreto del 29.12.1982)
- Ottobeuren:
  - Basilica dei Santi Alessandro e Teodoro (Decreto del 25.11.1925)
- Prüm (Renania-Palatinato):
  - Basilika St. Salvator (Decreto del 10.06.1950)
- Ratisbona:
  - Abbazia di Sant'Emmerano (Decreto del 18.02.1964)
  - Alte Kapelle (Decreto del 05.03.1964)
- Reichenau:
  - Basilica dei Santi Pietro e Paolo (Reichenau) [senza fonte]
- Saarbrücken:
  - Basilika St. Johannes der Täufer (Decreto del 22.10.1975)
- Sankt Wendel:
  - Basilika St. Wendalinus (Decreto del 22.04.1960)
- Scheyern:
  - Basilika Mariä Himmelfahrt und Hl. Kreuz (Decreto del 25.06.1979)
- Seligenstadt:
  - Basilika SS. Marcellinus und Petrus (Decreto del 27.05.1925)
- Spira (Germania):
  - Duomo di Spira (Duomo dei Santi Maria e Stefano) (Decreto del 13.05.1925)
- Straubing:
  - Basilika St. Jakob (Decreto del 09.03.1989)
- Streithausen:
  - Basilika Mariä Himmelfahrt (Decreto del 22.06.1927)
- Treviri:
  - Basilica di San Mattia (Decreto del 20.03.1920)
  - Chiesa di Nostra Signora (Treviri) (Decreto del 13.07.1951)
  - Basilica di San Paolino (Decreto del 23.05.1958)
- Tuntenhausen:
  - Basilika Mariä Himmelfahrt (Decreto del 23.06.1942)
- Uhldingen-Mühlhofen:
  - Santuario di Birnau (Decreto del 28.04.1971)
- Ulma
  - Abbazia di Wiblingen (Decreto del 05.05.1993)
- Waldsassen:
  - Basilika Mariä Himmelfahrt und St. Johannes Evangelist (Decreto del 15.09.1969)
- Walldürn:
  - Basilika St. Georg und Hl. Blut (Decreto del 16.02.1962)
- Weingarten:
  - Abbazia di Weingarten (Decreto del 16.03.1956)
- Wemding:
  - Basilika Maria Brünnlein Zum Trost und Christi Himmelfahrt (Decreto del 12.09.1998)
- Werl:
  - Basilika Mariä Heimsuchung (Decreto del 16.10.1953)
- Worms:
  - Duomo di Worms (Duomo di San Pietro) (Decreto del 12.11.1923)
- Wuppertal:
  - Basilika St. Laurentius (Decreto del 21.11.2013)
- Xanten:
  - Duomo di Xanten (Duomo di San Vittore) (Decreto del 13.05.1936)